# المجموعة النمطية E-V68
المجموعة النمطية E-V68 ، والمعروفة أيضًا باسم E1b1b1a ، هي مجموعة نمطية رئيسية للكروموسوم Y البشري توجد في شمال إفريقيا والقرن الإفريقي وغرب آسيا وأوروبا . هي فرع من المجموعة الفرعية الأكبر والأقدم، والمعروفة باسم E1b1b أو E-M215 (أي ما يعادل تقريبًا E-M35). ويتم التعرف على سلالة E1b1b1a من خلال وجود طفرة تعدد أشكال النوكليوتيدات الفردية (SNP) على الكروموسوم Y ، والتي تُعرف باسم V68. وهو موضوع للنقاش والدراسة في علم الوراثة وعلم الأنساب الوراثي وعلم الآثار واللغويات التاريخية .
بينما يهيمن على E-V68 فرعه الأقدم المعروف E-M78 . وفالعديد من المنشورات، تمت الإشارة إلى كل من E-V68 وE-M78 بأسماء مختلفة، وخاصة التسمية التطورية مثل "E3b1a" والتي تم تصميمها لإظهار مكانهما على شجرة عائلة جميع الذكور. وتتغير هذه الأسماء المختلفة مع الاكتشافات الجديدة.